# Ibn Sida
Ibn Sida (arab. ‏ابن سيده‎; ur. ok. 1006 w Murcji, zm. 26 marca 1066 w Dénii) – arabski filozof, logik i leksykograf.

## Biografia
Ibn Sida pochodził ze wschodniej Andaluzji. Urodził się ok. 1006 roku w Murcji. Był niewidomy. Jest autorem dzieł leksykograficznych.